# Tomblin Rock
Der Tomblin Rock ist ein isolierter Klippenfelsen im Archipel der Südlichen Sandwichinseln im Südatlantik. Er liegt 1,1 km ostsüdöstlich des Demon Point von Candlemas Island.
Wissenschaftler der britischen Discovery Investigations kartierten ihn 1930 und benannten ihn profan als Black Rock (englisch für Schwarzer Felsen). Um Verwechslungen mit gleichnamigen Objekten zu vermeiden, entschied sich das UK Antarctic Place-Names Committee 1974 zu einer Umbenennung. Neuer Namensgeber ist der Geologe John Frederick Tomblin von der University of Oxford, der 1964 für den British Antarctic Survey detaillierte Untersuchungen von Klippenfelsen um Candlemas Island vorgenommen hatte.